# Maurizio Barendson
Maurizio Barendson (Nápoles, 9 de noviembre de 1923 - Roma, 24 de enero de 1978) fue un periodista, escritor y presentador de televisión italiano.

## Biografía
Nacido en Nápoles en el seno de una familia de origen neerlandés, fue miembro del "Gruppo Chiaia", un grupo de jóvenes intelectuales napolitanos como Giuseppe Patroni Griffi, Francesco Rosi, Raffaele La Capria, Luigi Compagnone y Antonio Ghirelli.
Tras asistir al Centro Experimental de Cine, comenzó su carrera de periodista como corresponsal deportivo del diario Il Tempo. En 1968 se convirtió en jefe del servicio de información deportiva de RAI, tras presentar el programa deportivo Sprint, que reunía a directores como Nanni Loy y Damiano Damiani, y a actores como Vittorio Gassman, Walter Chiari y Ugo Tognazzi. Su programa de mayor éxito, ideado por el mismo Barendson con Paolo Valenti y Remo Pascucci, fue 90º minuto, en antena desde 1970, que presentaba en tándem con Valenti. En 1976 ideó dos programas: uno deportivo, Domenica Sprint, y otro de variedades, L'altra domenica, que presentaba con Renzo Arbore.
Fue objeto de una famosa imitación del cómico Alighiero Noschese.
Murió en enero de 1978, a la edad de 54 años, en una clínica romana, donde estaba hospitalizado tras una intervención quirúrgica. Descansa en el cementerio Flaminio de Roma. La ciudad de Roma le dedicó una avenida en el XV Municipio. La Pro loco de San Martino Valle Caudina (Avellino) entrega los Premios Barendson.
Maurizio Barendson era tío de Guido Barendson, que a su vez se convirtió en periodista y presentador de televisión.